# Nära mig
Nära mig från 2006 är Gunilla Backmans första album i eget namn
. Som gäster medverkar Peter Jöback och Nils Landgren på var sitt spår.

## Låtlista
1. En enkel tid (Michael Reed/Warner Brown/Py Bäckman) – 3:38
2. Den rätte för mig (Billy Joel/Peter Ström) – 4:30
3. Bara du (Matt Dennis/Earl Brent/Peter Ström) – 4:10
4. Sången vi spelade (Niklas Strömstedt) – 4:12
5. Med ögon känsliga för grönt (Nils Hansén/Barbro Hörberg) – 4:18
6. Var han min? (Aleena Gibson/Emmanuel Olsson) – 4:43
7. Utan ett ord (Anders Berglund/Ture Rangström) – 4:10
8. Pappa, kan du höra? (Michel Legrand/Al Sandström) – 4:06
9. Vara vid liv (Stephen Sondheim/Ulricha Johnson) – 3:12
10. Du får mig i blom (Carol Conners/David Shire/Lars Nordlander) – 3:47
11. Kanske kärlek är allt (Jacques Brel/Thomas Kinding) – 3:46
12. Vinnaren tar allt ("The Winner Takes It All") (Benny Andersson/Björn Ulvaeus) – 4:58
13. Avskedsblues (Anders Neglin/Peter Ström) – 5:04

## Medverkande
- Gunilla Backman – sång
- Anders Neglin – flygel, klaviatur
- Johan Norberg – gitarr
- Fredrik Jonsson – bas
- André Ferrari – trummor, slagverk
- Anders Alin – flöjt
- Pär Grebacken – klarinett, barytonsaxofon
- Jesper Harryson – oboe
- Johan Ahlin, Magnus Franzén, Kristofer Öberg - Horn
- Åke Lännerholm – trombon, euphonium
- Leif Lindvall – trumpet, flygelhorn
- Ingrid Lindskog – harpa
- Christina Wirdegren Alin – cello
- Peter Jöback – sång (spår 10)
- Nils Landgren – trombon (spår 13)

## Listplaceringar
| Lista (2006) | Topplacering |
| ------------ | ------------ |
| Sverige      | 35           |